# Raíces Incas
Raíces Incas es un grupo de música indo-americana formado en 1977 en Buenos Aires, Argentina.

## Reseña histórica
Utilizando instrumentos musicales de la región andina como quenas, sikus, pinkillo, tarka y charango entre otros, el grupo logró una estética distintiva dentro de la escena artística argentina.
En el mismo año de su creación hacen su debut artístico en el festival de La Falda (Córdoba), y son contratados por la compañía grabadora RCA VICTOR para la grabación de su primer LP lanzado a con el título de “Cae la noche, sopla el viento...”. La primera formación del grupo incluyó a los músicos Jorge Luis Rodríguez, Héctor "Tito" Salas, Alfredo Lucero y Roberto Nuñez, además Carlos Castro, entre otros.
A partir de su debut recorre los principales festivales folclóricos de Argentina complementando las giras con actuaciones en algunos países limítrofes. En el año 1978 son contratados para hacer un ciclo de tres meses de duración en el teatro Payró de Buenos Aires presentando un espectáculo titulado “Cae la noche sopla el viento”, con textos de Marcelo Simón.
En el año 1979 obtienen una destacada actuación en las instancias preliminares de elección de la canción que los representaría en el Festival OTI de la Canción, llegando a la final, siendo superada en la misma por el tema “Cuenta conmigo” de Daniel Riolobos, Chico Novarro y Raúl Parentela, que luego resultaría ganadora del mencionado festival. Ese mismo año graban un primer álbum con Carlos Di Fulvio llamado "Del altiplano a la pampa". En la temporada de verano de los años 1979/1980, recorre 33 festivales en una gira que abarcaría la mayor parte de Argentina.
En el año 1983, el conjunto Raíces Incas realiza una gira artística por Japón, contratado por la Empresa “MINON CONCERT”, abarcando 53 ciudades, donde realiza 55 recitales, junto a la orquesta de tango del Maestro Orlando Trípodi y en algunas actuaciones la cantante de tango Ranko Fujisawa.
A partir de ahí la actividad en festivales y teatros fue más intensa, al igual que la actividad discográfica contando hasta el momento con 5 LP editados en 28 países, además de 2 materiales editados en CD, basados mayormente en material grabado anteriormente y remasterizado para su edición digital. 
En el año 2006 participaron como instrumentistas en el álbum de Carlos Di Fulvio, "De la Patagonia a la Puna".
Luego de un tiempo de inactividad vuelven a reunirse en julio de 2010 para presentar un recital por su reencuentro el 17 de septiembre de 2010 en "Charango Argentino".

## Festivales
Entre los festivales más importantes realizados en la Argentina figuran: 
- Festival de Cosquín
- Monte Caseros
- Reconquista (Santa Fe)
- Rosario (Argentina)
- Paraná (Argentina)
- Concordia (Argentina)
- Overá
- Resistencia (Chaco)
- Tafi Viejo y Monteros
- La Chaya (La Rioja)
- Del Poncho (Catamarca)
- Puerto Madryn
- Esquel
- Victorica (La Pampa)
- Madariaga
- Tantanakuy (Jujuy)

## Integrantes
- Jorge "Chiquito" Rodríguez (director)
- Daniel Navarro
- Hernán Pagola
- Gabriel Magariños

## Discografía
- Cae la noche, sopla el viento... (RCA Victor AVS-4556. 1978)
- Los sonidos del Ande  (RCA Victor AVS-4754. 1979)
- De la raíz al fruto (RCA Victor AVS-5013. 1982)
- Artesano del viento (Rca Victor TLP-50098. 1983)
- Testigo de siglos (Rca Victor TLP-50209. 1984)
- Música desde Los Andes (álbum doble. 1984)
- Andes soul (1999)
- Lo mejor (2011) (SONY UPC: 886979334724)